# Synanthedon pipiziformis
Synanthedon pipiziformis is een vlinder uit de familie wespvlinders (Sesiidae), onderfamilie Sesiinae.
Synanthedon pipiziformis is voor het eerst wetenschappelijk beschreven door Lederer in 1855. De soort komt voor in het Palearctisch gebied.